# Demi-Leigh Nel-Peters
Demi-Leigh Nel-Peters (sinh ngày 28 tháng 6 năm 1995) là một người mẫu và nữ hoàng sắc đẹp Nam Phi được trao vương miện Hoa hậu Hoàn vũ 2017. Cô là Hoa hậu Nam Phi 2017 và là Hoa hậu Hoàn vũ thứ hai đến từ Nam Phi sau Hoa hậu Hoàn vũ 1978 Margaret Gardiner.

## Đời sống cá nhân
Nel-Peters sinh ngày 28 tháng 6 năm 1995 ở Sedgefield, Tây Cape. Cha cô là Bennie Peters và mẹ là Anne-Mari Steenkamp. Em gái cùng cha khác mẹ của cô là Franje bị khuyết tật về cơ thể, và Nel-Peters nói rằng cô bé chính là động lực quan trọng nhất trong cuộc đời cô. Cô nhận bằng cử nhân quản lý kinh doanh từ Đại học North-West, cô thông thạo tiếng Anh và tiếng Afrikaans. Ngày 11/01/2019, Nel-Peters đính hôn với bạn trai là vận động viên bóng bầu dục Tim Tebow.

## Cuộc thi sắc đẹp

### Hoa hậu Nam Phi 2017
Nel-Peters bắt đầu sự nghiệp của mình khi tham gia trong cuộc thi Hoa hậu Nam Phi năm 2017. Cô đại diện cho Tây Cape và Nel-Peters được tuyên bố là người chiến thắng cuộc thi. Với tư cách là Hoa hậu Nam Phi, Nel-Peters được trao quyền đại diện cho Nam Phi trong cả hai cuộc thi Hoa hậu Thế giới 2017 và Hoa hậu Hoàn vũ 2017, nhưng do lịch tổ chức của cả hai cuộc thi bị trùng nhau nên cô đã tham gia Hoa hậu Hoàn vũ 2017 tổ chức tại Las Vegas, Nevada.

### Hoa hậu Hoàn vũ 2017
Trong vòng chung kết, Steve Harvey đã hỏi Nel-Peters "Yếu tố nào trong bản thân bạn là điều tự hào nhất và làm thế nào bạn sẽ áp dụng tếu tố đó vào nhiệm kì của bạn nếu bạn là Hoa hậu Hoàn vũ 2017 ?", cô ấy trả lời:
"Là Hoa hậu Hoàn vũ, bạn phải tự tin vào bản thân mình. Và Hoa hậu Hoàn vũ là một phụ nữ đã vượt qua được nhiều nỗi sợ hãi và do đó cô ấy có thể giúp phụ nữ khác vượt qua nỗi sợ hãi của họ. Cô ấy là một phụ nữ mà không có gì là quá nhiều để yêu cầu và tôi nghĩ đó là chính xác tôi là ai."

Sau khi đăng quang Hoa hậu Nam Phi, Nel-Peters được coi là người yêu thích vương miện Hoa hậu Hoàn vũ. Khi được hỏi về những gì cô nghĩ là vấn đề quan trọng nhất đối với phụ nữ tại nơi làm việc, cô nói:
"Ở một số nơi, phụ nữ được trả 75% số tiền mà đàn ông kiếm được khi làm cùng công việc, làm việc cùng giờ - và tôi không tin rằng điều này là đúng. Tôi nghĩ chúng ta nên có công việc bình đẳng để trả lương cho phụ nữ trên toàn thế giới."

Cô đã giành chiến thắng trong cuộc thi và được trao vương miện Hoa hậu Hoàn vũ 2017 bởi Hoa hậu Hoàn vũ 2016 Iris Mittenaere. Nel-Peters là Hoa hậu Hoàn vũ thứ hai đến từ Nam Phi, và là người đầu tiên kể từ Margaret Gardiner đã giành Hoa hậu Hoàn vũ 1978. Nel-Peters trong một phân đoạn tại Hoa hậu Hoàn vũ cho biết rằng cô ấy muốn sử dụng các cách tự vệ để giúp đỡ càng nhiều phụ nữ càng tốt. Điều này xuất phát từ một sự việc một tháng sau khi được trao vương miện Hoa hậu Nam Phi khi cô bị cướp ở Hyde Park, cô đã giao chìa khoá xe của cô nhưng cô bị trói vào xe của cô bởi những kẻ cướp. Cô đấm một trong những kẻ tấn công cô vào cổ họng hắn và cố gắng chạy trốn tìm kiếm sự giúp đỡ.

## Chỉ trích
Sau khi đăng quang Hoa hậu Nam Phi, vào tháng 7 cô đến thăm cô nhi viện nơi đang nuôi dưỡng nhiều trẻ em da màu bị nhiễm HIV và khi cho những đứa trẻ ăn cô đã đeo găng tay.
Ngay khi tấm ảnh được chia sẻ trên mạng xã hội đã gây sửng sốt và cô bị mang ra châm biếm cũng như chỉ trích dữ dội vì mọi người cho rằng cô phân biệt chủng tộc. Dù đã lên tiếng phủ nhận và phía cô nhi viện cũng đã lên tiếng thanh minh nhưng búa rìu dư luận vẫn chưa buông tha cô.